# بوکورو
بوکورو (به عربی: بوکورو) شهری در چاد است که در Dababa واقع شده‌است. بوکورو ۱۵٬۵۱۷ نفر جمعیت دارد.

## جمعیت‌شناسی
| سال  | جمعیت |
| ---- | ----- |
| ۱۹۹۳ | ۱۰۸۴۱ |
| ۲۰۰۸ | ۱۵۵۱۷ |